# 最後の決闘裁判
『最後の決闘裁判』（さいごのけっとうさいばん、原題：The Last Duel）は、2021年に公開されたイギリスとアメリカ合衆国の合作による歴史映画。リドリー・スコットが監督、ニコール・ホロフセナー、ベン・アフレック、マット・デイモンが共同脚本を務めている。主要キャストとしてマット・デイモン、アダム・ドライバー、ジョディ・カマー、ベン・アフレックが出演している。1386年のフランス王国のパリにおける最後の決闘裁判の顛末をエリック・ジェイガーのノンフィクション『決闘裁判 世界を変えた法廷スキャンダル』を基に描いている。

## ストーリー
1386年、ノルマンディーの騎士ジャン・ド・カルージュの妻マルグリットは、従騎士で夫の親友でもあるジャック・ル・グリに強姦されたと訴える。カルージュはル・グリを重罪犯として処刑することを望むが、ル・グリは無罪を主張し、さらに領主のピエール伯もル・グリに肩入れしたため、彼を裁判で追い込むことは不可能だった。そこでカルージュは国王シャルル6世に決闘での決着を直訴し、カルージュとル・グリは決闘裁判に臨む。

### ジャン・ド・カルージュの真実
カルージュはかつて優れた従騎士だったものの気性が荒いことが欠点で、百年戦争に従軍した際にはイングランド軍の挑発に乗り、父カルージュ3世やル・グリの制止を振り切って戦端を開いた結果、リモージュを奪われてしまう。戦闘終結後、新たな領主としてシャルル6世の従兄弟ピエール伯が赴任し、カルージュとル・グリは彼に忠誠を誓う。後日、ピエール伯の命を受けたル・グリがカルージュの元を訪れ、戦費調達のために地代を支払うように告げる。カルージュは不作が続き地代が払えないことを伝え、ル・グリはピエール伯に寛大な措置を求めることを約束する。
カルージュは資産を確保するため、かつてイングランドに寝返った経験を持つロベール・ド・ティボヴィルの娘マルグリットと婚約し、豊かな土地を含む多額の持参金を手に入れる。マルグリットは献身的に仕え、カルージュとの仲は円満なものだった。彼女は子供が生まれないことを気にかけていたが、カルージュは「子供が授かるかは神の手に委ねられている」と語り、妻を慰めた。そんな中、持参金として得た土地をピエール伯が接収してル・グリに与えるという事件が起こり、カルージュはシャルル6世に訴えて土地を取り戻そうとするが、国王は彼の訴えを却下する。面子を傷つけられたピエール伯は、カルージュ3世の死に伴い空席となった城塞の長官職をル・グリに与えてしまう。祖父の代から任されてきた長官職まで奪われたカルージュは激怒し、ル・グリが自分を裏切ったのではないかと疑うようになる。
スコットランド遠征中にカルージュは騎士に任じられる。帰国後、彼は給金を得るためにパリに向かうが、その間にマルグリットがル・グリに強姦される事件が起きる。マルグリットからその件を聞かされたカルージュは極刑を望むが、裁判を取り仕切るピエール伯がル・グリに肩入れしていることを知る。カルージュは事態を打開するためシャルル6世に直訴し、決闘裁判で決着を付けようと画策する。

### ジャック・ル・グリの真実
ル・グリは修道士の道を諦めた後に従騎士となり、豊富な知識を生かしてピエール伯の財政を立て直し、また騎士たちから地代を徴収して信頼を獲得してピエール伯の側近に取り立てられる。彼は地位を利用してピエール伯と対立するカルージュを助けようとするが、カルージュはピエール伯のお気に入りになったル・グリを公然と罵倒するようになり、次第にピエール伯の家臣たちからも嘲笑されるようになってしまう。騎士仲間のパーティーでマルグリットと出会ったル・グリは一目惚れし、ル・グリは彼女が「学がなく世継ぎを得る手段としか見ていないカルージュを愛していないのでは」と考える。一方、マルグリットは友人たちとの会話で、ル・グリが魅力的な男性であるが、夫は彼を信用していないと語る。ル・グリは文学や言語知識に関する会話を通して、マルグリットへの想いを募らせていく。
カルージュがパリに赴いているころ、彼の母ニコルは用事を済ませるために使用人たちを連れて屋敷を離れ、マルグリットだけが取り残される。そんな中、ル・グリの従僕ルヴェルがマルグリットの元を訪れ、「馬の蹄鉄を直す間、屋敷の中で暖を取らせて欲しい」と申し出る。マルグリットはルヴェルを屋敷に迎え入れるが、そこにル・グリが現れて彼女に想いを告げる。ル・グリの告白に対して、マルグリットは2人に出て行くように告げるが、ル・グリがルヴェルを外に出して彼女に詰め寄り、逃げる彼女を寝室まで追いかけて強姦する。ル・グリは、「マルグリットは自分のことを愛しており、人妻という立場上嫌がっているフリをしているだけ」と考えており、去り際に「夫には秘密にするように」と忠告する。
事件を知ったカルージュは強姦の噂を領内に流すようになり、ル・グリは強姦の事実についてピエール伯の審問を受ける。ル・グリはマルグリットから「強姦された」と思われていることにショックを受け、ピエール伯から事実を否定するように提案される。ピエール伯は自分の立場を利用してル・グリに無罪判決を下そうとするが、すでにカルージュが国王に決闘裁判を直訴していたことを知らされる。パリに赴いたル・グリは、高僧から「元聖職者だったことを主張すれば、宗教裁判所が寛大な判決を下すだろう」と助言されるが、彼は提案を拒否し、名誉を守るために決闘裁判を受け入れる。

### マルグリット・ド・カルージュの真実
マルグリットはカルージュと結婚後に子供に恵まれなかった。カルージュは妻に愛情を注いでいると思っていたが、マルグリットから見ると彼からは十分な愛情が感じられない気もしていた。
カルージュはスコットランド遠征に向かう直前、マルグリットに「誰も屋敷に入れず、決して屋敷から出ないように」と忠告する。マルグリットは土地の経営に専念するが、次第に義母ニコルとの仲が険悪になっていく。スコットランドから帰国後、カルージュは「マルグリットを一人にしないように」と告げてパリに向かうが、ニコルは使用人たちを連れて外出し、マルグリットを一人にしてしまう。そんな中、ル・グリが屋敷に現れてマルグリットは強姦される。彼女の視点ではル・グリには愛情を感じておらず、必死の抵抗をするものの犯されたことになっている。マルグリットはカルージュに事実を伝えるが、「ル・グリを誘惑したのではないか」と疑われてしまう。誤解が解けた後、カルージュは「ル・グリを最後の男にはさせない」と告げてマルグリットと性行為に及ぶ。マルグリットはル・グリを訴えるが、ニコルは自分も過去に強姦されたことを語り、「世の中の習い」として受け入れて彼を訴えるのを止めるように告げる。
裁判では、マルグリットが事件発生後に妊娠6か月を迎えている点から、裁判官から厳しい尋問を受ける。裁判官から「決闘裁判でカルージュが負けた場合、偽証罪で生きたまま火あぶりにされる」と聞かされるが、彼女は「真実を語っている」と主張し続け、最終的にシャルル6世は決闘裁判を承認する。退廷後にマルグリットはカルージュに対して、火あぶりにされることを事前に伝えずに決闘裁判を直訴したこと、子供が路頭に迷うかも知れないことを問い詰める。カルージュは「君の名誉のために戦うのだ」と返答するが、マルグリットは「自分の名誉を守ることしか考えていない」と反論する。決闘裁判を数日後に控えた日、マルグリットは男児を出産する。
国王夫妻やピエール伯夫妻、拘束されたマルグリット、そして多くの群衆が見守る中でカルージュとル・グリの決闘裁判が開始される。決闘は馬上での戦いから始まり、馬を倒された後は徒歩での接近戦となる。戦いの末にカルージュはル・グリに止めを刺そうとするが、その直前に「自らの罪を告白しろ」とル・グリに迫るが、彼は「自分は無実である」と主張する。それを聞いたカルージュはル・グリを殺し、主張が受け入れられたマルグリットは拘束を解かれる。敗者となったル・グリの遺体が吊るされる中、カルージュは群衆から喝采を浴びながら決闘場を後にし、その後をマルグリットは無言でついていく。
数年後、カルージュは十字軍遠征で戦死し、マルグリットは夫の財産を守りながら平穏に暮らしたものの、生涯再婚しなかったことが語られる。

## キャスト
※括弧内は日本語吹替。
- ジャン・ド・カルージュ（英語版）: マット・デイモン（平田広明） - 城塞の長官の息子。従騎士から騎士に。
- ジャック・ル・グリ（英語版）: アダム・ドライバー（津田健次郎） - 従騎士。ジャンの親友。プレイボーイ。
- マルグリット・ド・カルージュ（英語版）: ジョディ・カマー（ブリドカットセーラ恵美） - 裕福な貴族の娘。
- アランソン伯ピエール2世: ベン・アフレック（堀内賢雄） - 領主。国王の祖父の従弟。
- ニコル・ド・ブシャール: ハリエット・ウォルター（英語版）（宮沢きよこ） - ジャンの母。
- 国王シャルル6世: アレックス・ロウザー（英語版）（宮瀬尚也） - ピエールの従兄の孫。
- 王妃イザボー: セレーナ・ケネディ
- クレスパン: マートン・チョーカシュ（丸山壮史） - ジャンの従騎士仲間。
- ル・コック: ジェリコ・イヴァネク（佐々木省三） - 法廷でジャックを弁護する高僧。聖職者特権の使用を助言。
- マリー: タルーラ・ハドン（英語版）（佐久間友理） - マルグリットの友人。
- アリス: ブライオニー・ハンナ（英語版） - マルグリットのメイド。
- ロベール・ド・ティボヴィル: ナサニエル・パーカー - マルグリットの父。イングランドに味方した過去あり。
- トミン・デュ・ボワ: サム・ヘイゼルダイン（英語版） - ジャンの友人。決闘を見守る。
- ベルナール・ラトゥール: マイケル・マケルハットン（烏田裕志） - マリーの夫。
- ジャン・ド・カルージュ3世: オリヴァー・コットン（英語版） - ジャンの父。城塞の長官。
- 摂政: クライヴ・ラッセル - 国王のおじ。
- アダム・ルヴェル: アダム・ナガイティス（英語版）（広瀬竜一） - ジャックの従僕。
- 司祭: ボスコ・ホーガン（英語版） - ジャンとマルグリットの訴えを確認。

## 製作

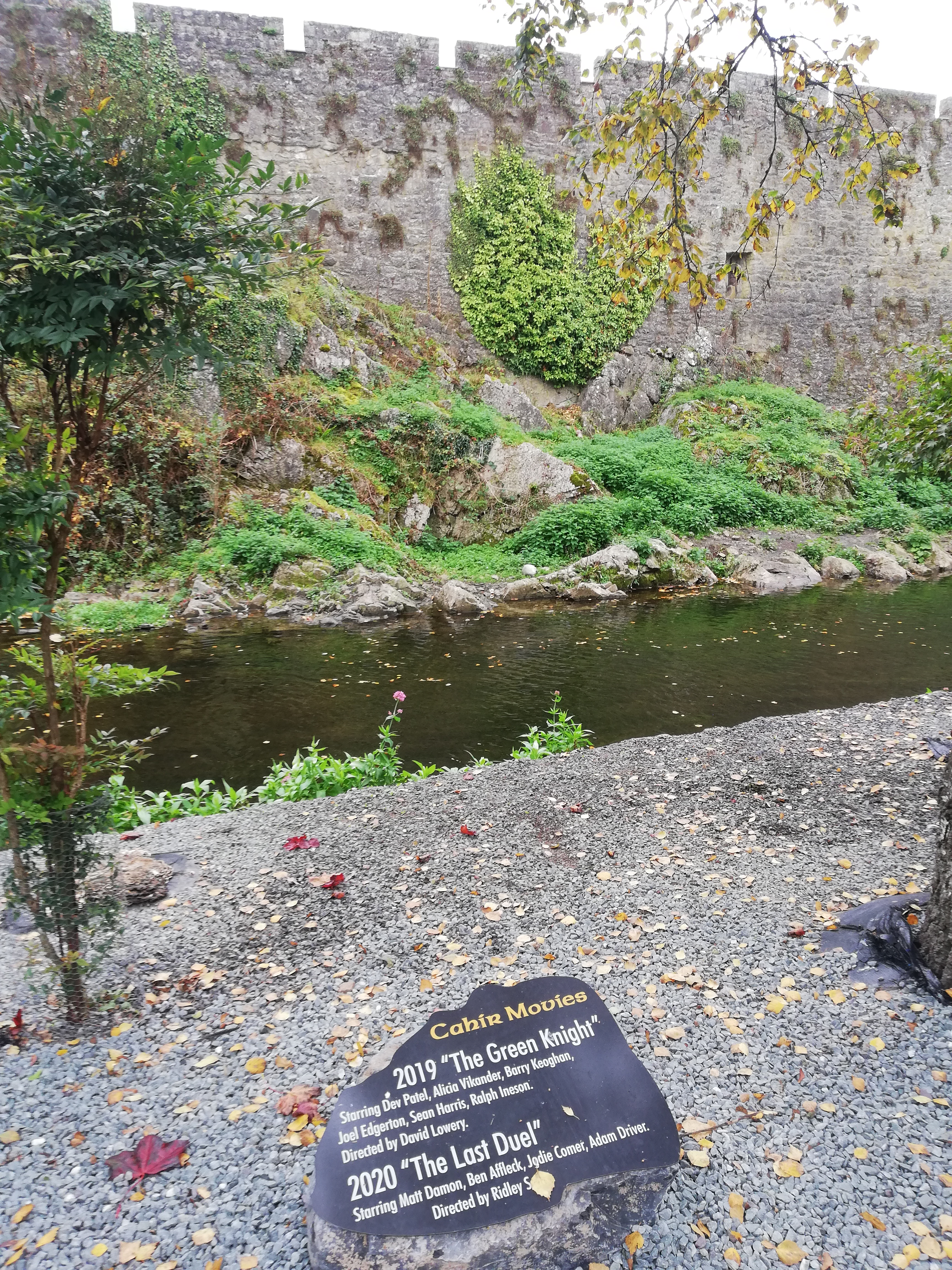
カヒアー城で『グリーン・ナイト』と『最後の決闘裁判』の撮影が行われたことを記した記念碑

2011年ごろ、プロデューサーのドリュー・ヴィントンから原作について連絡をもらったのが始まりとマット・デイモンは答えている。
2015年7月に企画が発表され、当初はフランシス・ローレンスが監督、ショーン・グラントが脚本家を務める予定だったが、この時は進展せず、権利期限を迎えたことで製作は頓挫した。
2019年7月にリドリー・スコットが監督を務めること、ベン・アフレックとマット・デイモンが出演し、2人がニコール・ホロフセナーと共に脚本を書き終えていることが報じられた。デイモンはスコットに監督を直接依頼していたが、スコットはデイモンがしきりに黒澤明の映画『羅生門』（1950年）の、3つの異なる視点から一つの事件を描く話をしていたと、成り行きを説明している。
映画化権は20世紀フォックスを買収したウォルト・ディズニー・カンパニーが主有することになったが、ディズニーが製作を開始するかは不透明な状態であり、Deadline Hollywoodはディズニーが映画化権の売却を決めれば「街中の全てのスタジオが権利を待ち望んでいる」と報じている。9月にジョディ・カマーと出演交渉を行い、10月には出演が決定した。また、アフレックが当初予定されていた役とは別の役を希望したため、新たにアダム・ドライバーと出演交渉を行っている。11月にはドライバーの出演が決まり、ディズニーは『最後の決闘裁判』を劇場公開することを発表した。2020年2月にはハリエット・ウォルターの出演が決まった。
2020年2月14日にフランス・ドルドーニュ県で主要撮影が始まり、3月12日までにマコン近郊のベルゼ＝ル＝シャテルにある中世の城で撮影が行われ、200人の撮影スタッフと100人のエキストラが参加した。3月23日から同月30日にかけてアイルランドの各地（ミーズ県、ティペラリー県のカヒアー城、ダブリン、ウィックロー県）で撮影が行われることになった。しかし、同月13日にディズニーは新型コロナウイルス感染症の世界的流行とそれに伴うヨーロッパへの渡航制限の影響を受け、無期限の撮影延期を発表した。9月下旬から撮影が再開され、10月14日にアイルランドでの撮影が終了した。

## 公開
『最後の決闘裁判』は2020年12月25日に限定公開された後、2021年1月8日に劇場公開される予定になっていた。しかし、新型コロナウイルス感染症の世界的流行の影響を受け、2021年10月15日に公開が延期された。9月10日に開催された第78回ヴェネツィア国際映画祭でワールドプレミア上映が行われ、10月15日に劇場公開された。公開から45日間は劇場独占公開され、その後はデジタル・プラットフォームで独占配信されることが発表されており、2021年12月1日から動画配信サービスであるDisney+のスターブランドにて見放題配信が開始された。

### ホームメディア
Happinetより映像DISCの販売とネットの配信が行われている。
- 『最後の決闘裁判』4K UHD+Blu-ray 発売日：2022年1月26日 品番:VWBS7312
- 『最後の決闘裁判』Blu-ray 発売日：2022年9月16日 品番:VWBS7395
- 『最後の決闘裁判』DVD 発売日：2022年9月16日 品番:VWDS7394
- 『最後の決闘裁判』デジタル配信（購入/レンタル）配信日：2021年12月1日

## 評価

### 興行収入
当初、北米では公開週末に3000劇場で1000万ドルの興行収入を見込んでいたが、公開初日の興行収入が180万ドルだったことから（前日のプレビュー上映の興行収入35万ドル含む）、想定興行収入は500万ドルに引き下げられた。実際の興行収入は480万ドルに留まり、リドリー・スコットのキャリアの中で最低のオープニング記録となった。Deadline Hollywoodは興行不振の原因について、「上映時間が2.5時間のため上映回数が制限されたこと」「題材が市場受けしないこと」「45歳以上の客層が劇場に完全に戻っていないこと」「『007/ノー・タイム・トゥ・ダイ』と競合していたこと」を挙げている。複数のメディアではオープニング成績をボックスオフィス・ボムと見なしており、20世紀スタジオは『最後の決闘裁判』で数百万ドルの損害を出すと指摘している。公開第2週末の興行収入は前週比55%減の210万ドルとなり、週末興行成績第7位にランクダウンした。公開第3週末には前週比78%減の55万8000ドルとなり、国内興行収入が1000万ドルを超えた。
2021年11月に『WTF with Marc Maron』のインタビューに応じたスコットは、興行不振の原因はミレニアルズにあるとして、「私が思うに、結局のところ我々が今日手にしている観客とは、このクソったれな携帯電話で育った世代なのです。ミレニアルズは携帯電話で教えてもらわない限り、何かを教えてもらうことを望んでいないのです」とコメントしている。

### 批評

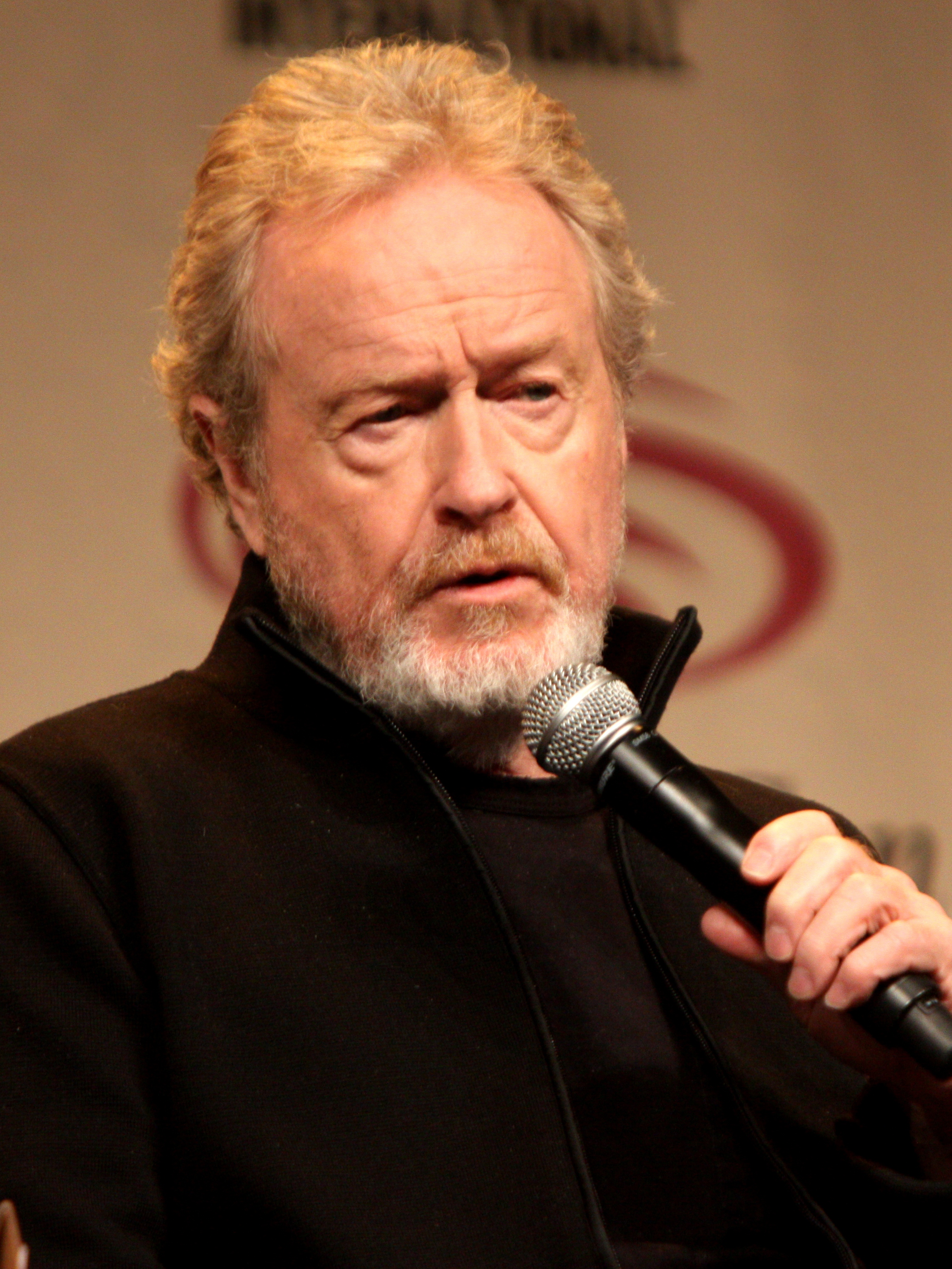
リドリー・スコット

Rotten Tomatoesには214件の批評が寄せられ支持率86%、平均評価7.4/10となっており、「『最後の決闘裁判』は体系的な女性差別を批評するという点では、それほど効果的とはいえないものの、壮大なスケールの中に素晴らしい演技があり、示唆に富むドラマが描かれていることに変わりはない」と批評している。Metacriticでは48件の批評に基づき67/100点のスコアが与えられ、CinemaScoreでは「B+」評価、ポストトラックでは好意的な評価が72%となっている。
バラエティ誌のオーウェン・グレイバーマンは、「所々に短いアクションがあるものの、『最後の決闘裁判』は贅沢で複雑な、時に興味深い中世ソープオペラに仕上がっている」と批評している。TheWrapのアッシャー・ルーベルトはキャストの演技と撮影技術を高く評価する一方、脚本については「2004年に出版されたエリック・ジェイガーのノンフィクションをマット・デイモン、ベン・アフレック、ニコール・ホロフセナーの3人が脚本を書き、リドリー・スコットが監督した映画作品は、凄惨でグロテスク、ゴージャスで一貫性のない中世の物語を作り出した」と批評している。IndieWireのベン・クロルは「現在のハリウッドの戦場においては珍しい作品です。知的で純粋に大胆な大予算の決闘作品でありながら、何よりも芸術的なコラボレーションを明確に実現した作品なのです」と批評している。ナショナル・レビューのカイル・スミスは、『最後の決闘裁判』は魅力的な奇妙さに満たされている」と批評しており、その理由として「過去の事実を現代の推測で後付けしていないことが功を奏している」と分析している。ジューイッシュ・クロニクルのリンダ・マリックは「スコット監督の真の復帰作であり、アフレックとデイモンの比類なき脚本執筆技術を見事に証明している」と批評している。ザ・スペクテーターのデボラ・ロスは「荒涼とした、残忍で血生臭い映画であり一休みすることもできない。アフレック演じるピエール伯のビッチ振りは別として」と批評している。
オブザーバー紙のマーク・カーモードは3/5の星を与えて「鎧をまとった『羅生門』の再映画化作品と#MeTooを反映した『わらの犬』のリメイク作品を掛け合わせたような作品」と批評し、イブニング・スタンダードのシャーロット・オサリバンも同じく3/5の星を与え「真面目で面白く、思わず笑ってしまうような、ハンサムで良く研究されたドラマ」と批評している。ウォール・ストリート・ジャーナルのジョー・モーゲンスターンはプロダクション・バリュー、キャストの演技、テーマ性を高く評価したが、脚本については「反復されるバトルを背景にした法廷の陰謀のせいで物語は散らばっており、物語の構成は消耗している」と批評している。CNNのブライアン・ローリーは「映画は泥臭くて血生臭く、そして重苦しいものになっているが、14世紀の封建的な規範を現代的な視点でフィルタリングすることは困難に過ぎる」と批評し、ローリング・ストーンのデイヴィッド・フィアーは「映画はパロディに近い状態で終わっており、フルタイトルが『Monty Python's The Last Duel』と思ってしまうくらいだ」と批評している。

### 受賞・ノミネート
| 映画賞                                                   | 部門                       | 対象 | 結果       | 出典   |
| -------------------------------------------------------- | -------------------------- | --- | ---------- | ------ |
| カメリメージ                                             | ゴールデン・フロッグ賞     | 最後の決闘裁判 | ノミネート | [ 56 ] |
| 第12回ハリウッド・ミュージック・イン・メディア・アワード | 長編映画部門作曲賞         | ハリー・グレッグソン＝ウィリアムズ                                                                                           | ノミネート | [ 57 ] |
| 第93回ナショナル・ボード・オブ・レビュー賞               | 作品賞トップ10             | 最後の決闘裁判 | 受賞       | [ 58 ] |
| 第18回セントルイス映画批評家協会賞                       | 助演男優賞                 | ベン・アフレック | ノミネート | [ 59 ] |
| 第17回オースティン映画批評家協会賞                       | 編集賞                     | クレア・シンプソン | ノミネート | [ 60 ] |
| 第42回ゴールデンラズベリー賞                             | 最低助演男優賞             | ベン・アフレック | ノミネート | [ 61 ] |
| 第26回サテライト賞                                       | 作曲賞                     | ハリー・グレッグソン＝ウィリアムズ                                                                                           | ノミネート | [ 62 ] |
| 第26回サテライト賞                                       | 音響賞                     | ダニエル・バーチ、ステファン・ブシェ、デイヴィッド・ジャンマルコ、ポール・マッシー、ウィリアム・ミラー、オリヴァー・ターニー | ノミネート | [ 62 ] |
| 第20回視覚効果協会賞                                     | 長編映画部門補助視覚効果賞 | ゲイリー・ブロゼニッチ、ヘレン・ジャッド、ジェシカ・ノーマン、ヤン・ブロンデル、ステファノ・ペピン                           | ノミネート | [ 63 ] |